# Votum (zespół muzyczny)
Votum – polska grupa muzyczna wykonująca muzykę progrockową.

## Historia
Oficjalnie zespół został założony w 2003 roku z inicjatywy gitarzystów Adama Kaczmarka i Aleksandra Salamonika. W 2006 roku grupa nagrała zawierający trzy utwory, polskojęzyczny singel Jestem, który został wydany z czasopismem Heavy Metal Pages. Po zmianach w składzie zespołu mających miejsce rok po wydaniu singla muzyka Votum oddaliła się od heavymetalowej stylistyki i przybrała bardziej progresywny charakter. Rezultatem ośmiomiesięcznego komponowania nowego materiału było zarejestrowanie utworów wchodzących w skład albumu koncepcyjnego Time must have a stop. Po sesji nagraniowej albumu Piotr Umiński opuścił zespół. Jego miejsce zajął Adam Łukaszek. Album Time must have a stop został wydany w Polsce nakładem wydawnictwa Insanity Records oraz wydany ponownie, zmienionej szacie graficznej, przez amerykańską wytwórnie Progrock Records w październiku 2008 roku.
Do utworu pochodzącego z debiutanckiego albumu utworu The Pun został nakręcony teledysk, który premierę miał w emitowanym na TVP1 Teleexpresie. Zespół został ogłoszony 3 najlepszym debiutem 2008 roku przez czytelników Metal Hammer Polska. W tym samym roku Votum pojawiło się na festiwalu Jarocin 2008, a utwór The Pun znalazł się na składance Generacja XXI na festiwalu Jarocin 2008. Rok później „The Pun” został uznany przez słuchaczy brytyjskiej rozgłośni European Klassik Radio za 3 najlepszy utwór roku 2009.
23 listopada 2009 roku miała miejsce premiera drugiego, również koncepcyjnego, albumu zespołu: Metafiction, wydanego nakładem wytwórni Mystic Production. Europejska premiera albumu odbyła się 25.04.2010.
27.08.2010 Votum wystąpiło na festiwalu Metal Hammer 2010, 11 września tego samego roku zespół wystąpił na Ino-rock Festival 2010. W lutym 2013 zespół wydał trzeci album koncepcyjny Harvest Moon. W maju 2013 roku zespół opuścił Maciej Kosiński, w październiku 2013 zastąpił go Bartosz Sobieraj.
Zespół zakończył działalność w 2022 roku, po trwającym ok. 3 lat zawieszeniu działalności.

## Styl muzyczny
Muzyka tworzona przez Votum jest połączeniem klasycznego heavy metalu oraz elementów zaczerpniętych z cięższych odmian tego rodzaju brzmień (przykładowo wstawki z użyciem growlingu, widoczne choćby w utworze Look at me now czy Stranger Then Fiction) z rockiem progresywnym. Zespół nie stroni również od elementów akustycznych i ballad, jak Away oraz Train back home. Progresywny aspekt twórczości warszawskiego kwintetu podkreślają długie kompozycje, jak utwór tytułowy debiutanckiego albumu czy Falling Dream z drugiej płyty oraz rozbudowane instrumentarium i bogate aranżacje.
Ze względu na ukierunkowanie twórczości na atmosferę oraz melodię zespół jest często porównywany do Porcupine Tree oraz do rodzimego Riverside. Specyficzne użycie przesterowanych gitar, zmiany tempa oraz fragmenty utworów w metrum 6/8, jak na przykład w kompozycji Hunt is on nasuwają również porównania do Opeth.
Barwa głosu wokalisty oraz użyte skalę i harmonię, zwłaszcza na nagraniach wchodzących w skład albumu Time must have a stop nawiązują do dokonań zespołów jak Queensryche oraz Wolverine, jednak drugi album komponowany był przy użyciu innych zabiegów oddalających się od tej stylistyki.
Na koncertach zespół Votum przedstawia specjalnie zaprojektowane wizualizacje - stworzone przez studentów Warszawskiego ASP ilustracje wizualne treści granych utworów będące również wprowadzeniem do historii opowiadanych przez albumy.

## Time must have a stop
Osiem kompozycji. Czas trwania 51:10. Płyta dynamiczna, w szybkich tempach, z elementami elektronicznymi, jak na przykład rozwiązanie utworu Me in The Dark, liczne elementy The hunt is on). Klasyczne utwory akustyczno-balladowe wzbogacone o solówki gitarowe i klawiszowe, jak w przypadku Away. Część kompozycji oparta na elementach etnizujących Look at me now czy Passing Scars
Tytuł płyty nawiązuje do Henryka IV Williama Shakespearea oraz pośrednio do tytułu powieści Aldousa Huxleya.

## Metafiction
Siedem kompozycji. W pierwotnej wersji trwał 44:44 jednak po pierwszych miksach materiał został skrócony do finalnego 44:31. Utwory wchodzące w skład albumu były komponowane od maja do lipca 2009 roku. Prace studyjne rozpoczęto 1 lipca i sfinalizowano 27 października 2009. Finalne nagrania oraz miksowanie i mastering materiału zrealizowano w Izabelin Studio. Metafiction jest płytą znacznie spokojniejszy od poprzedniczki. Pojawiają się utwory o wolniejszych tempach i wręcz ambientowych klawiszowych podkładach, np. Faces, stanowiący łączniki pomiędzy dwiema częściami płyty. Ballada Indifferent stanowi nawiązanie do wcześniejszych kompozycji takich jak Train Back Home lub Away lecz wzbogacona jest o rozwiązanie nawiązujące do tradycji doom metalowych. December 20th ostatni utwór na płycie jest też najbardziej przekrojową kompozycją zawierającą elementy jazzowe, funkowe, klasyczne brzmienia rocka i metalu oraz wstawki chóralne. Zespół nie stroni od klawiszowych brzmień elektronicznych i finalnie zrywa z czysto heavymetalową stylistyką.

## Dyskografia
| Rok  | Tytuł                                                                      |
| ---- | -------------------------------------------------------------------------- |
| 2008 | Time must have a stop - Data: 28 stycznia 2008 - Wydawca: Insanity Records |
| 2009 | Metafiction - Data: 16 listopada 2009 - Wydawca: Mystic Production         |
| 2013 | Harvest Moon - Data: 8 lutego 2013 - Wydawca: Mystic Production            |
| 2016 | :KTONIK: - Data: 26 lutego 2016 - Wydawca: Inner Wound Recordings          |

| Rok  | Tytuł                                                                 |
| ---- | --------------------------------------------------------------------- |
| 2003 | Bow To the Sound (demo) - Data: 2003 - Wydawca: brak (wydanie własne) |
| 2006 | Jestem (singel) - Data: 13 maja 2006 - Wydawca: brak (wydanie własne) |

Notowane utwory
| Rok  | Tytuł                   | Pozycja na liście | Album       |
| Rok  | Tytuł                   | Turbo Top         | Album       |
| ---- | ----------------------- | ----------------- | ----------- |
| 2010 | "Stranger Than Fiction" | 3                 | Metafiction |